# Matheus Fernandes
Matheus Fernandes Siqueira (ur. 30 czerwca 1998 w Itaboraí) – brazylijski piłkarz występujący na pozycji pomocnika w klubie Palmeiras.

## Kariera klubowa

### Botafago
Urodzony w Itaboraí, Fernandes reprezentował Botafogo w drużynach młodzieżowych. W 2016 roku otrzymał powołanie na presezon z pierwszym składem. W tym samym roku został przeniesiony do pierwszej drużyny przez Jaira Venturę oraz przedłużył kontrakt do końca 2019 roku.
Swój seniorski debiut Fernandes zaliczył 28 stycznia 2017 roku w zremisowanym 1–1 meczu z Nova Iguaçu rozgrywanym w ramach Campeonato Carioca. 4 dni później zadebiutował w Copa Libertadores, zmieniając Camilo w meczu przeciwko Colo-Colo.
Fernandes był podstawowym zawodnikiem Fogão w 2018 roku, notując 33 spotkania i wygrywając Campeonato Carioca. Pierwszą bramkę w swojej profesjonalnej karierze strzelił 10 maja tego samego roku w meczu przeciwko Audax Italiano w Copa Sudamericana.

### Palmeiras
19 grudnia 2018 roku, Fernandes podpisał pięcioletni kontrakt z Palmeiras, za około 15 milionów realów brazylijskich. Jako zmiennik Felipe Melo i Bruno Henrique, nie został zarejestrowany do rozgrywek Campeonato Paulista. W klubie zadebiutował 1 maja zmieniając Moisésa w spotkaniu przeciwko Centro Sportivo Alagoano.

#### Real Valladolid (wyp.)
31 stycznia 2020 roku, kilka godzin po ogłoszeniu jego transferu do FC Barcelony, dołączył do grającego w Primera División Realu Valladolid na zasadzie wypożyczenia. Zadebiutował 20 czerwca w przegranym 0–1 meczu przeciwko Atlético Madryt.

### FC Barcelona
31 stycznia 2020 roku, FC Barcelona ogłosiła, że osiągnęli porozumienie z Palmeiras w sprawie transferu Fernandesa, który dołączy do drużyny z Katalonii przed sezonem 2020/2021. Barça zapłaciła za Brazylijczyka 7 milionów euro + 3 miliony zmiennych, a sam zawodnik podpisał pięcioletni kontrakt. 29 czerwca 2021 roku, FC Barcelona ogłosiła rozwiązanie umowy z Brazylijczykiem.

## Statystyki klubowe
(aktualne na dzień 24 listopada 2020)
| Klub                   | Sezon      | Liga             | Liga  | Liga   | Liga stanowa | Liga stanowa | Puchar kraju | Puchar kraju | Kontynentalne | Kontynentalne | Inne  | Inne   | Suma  | Suma   |
| Klub                   | Sezon      | Liga             | Mecze | Bramki | Mecze        | Bramki       | Mecze        | Bramki       | Mecze         | Bramki        | Mecze | Bramki | Mecze | Bramki |
| ---------------------- | ---------- | ---------------- | ----- | ------ | ------------ | ------------ | ------------ | ------------ | ------------- | ------------- | ----- | ------ | ----- | ------ |
| Botafogo               | 2017       | Série A          | 22    | 0      | 6            | 0            | 5            | 0            | 7             | 0             | –     | –      | 40    | 0      |
| Botafogo               | 2018       | Série A          | 33    | 0      | 7            | 0            | 0            | 0            | 5             | 1             | –     | –      | 45    | 1      |
| Palmeiras              | 2019       | Série A          | 11    | 1      | –            | –            | 1            | 0            | 0             | 0             | –     | –      | 12    | 1      |
| Real Valladolid (wyp.) | 2019/2020  | Primera División | 3     | 0      | –            | –            | –            | –            | –             | –             | –     | –      | 3     | 0      |
| FC Barcelona           | 2020/2021  | Primera División | 0     | 0      | –            | –            | 0            | 0            | 1             | 0             | –     | –      | 1     | 0      |
| W karierze             | W karierze | W karierze       | 69    | 1      | 13           | 0            | 7            | 0            | 12            | 1             | 0     | 0      | 101   | 2      |

## Osiągnięcia

### Botafago
- Campeonato Carioca: 2018

### FC Barcelona
- Puchar Króla: 2020/2021